# Sotillo de la Adrada
Sotillo de la Adrada és un municipi de la província d'Àvila, a la comunitat autònoma de Castella i Lleó. Limita a l'est amb Santa María del Tiétar i Cenicientos, al nord amb Casillas, a l'oest amb La Adrada i al sud amb Fresnedilla i Higuera de las Dueñas.

## Resultat eleccions municipals 2007
| Partit                                        | Vots  | Percentatge | Regidorss |
| --------------------------------------------- | ----- | ----------- | --------- |
| PP                                            | 1.004 | 44,62%      | 6         |
| PSOE                                          | 475   | 21,11%      | 2         |
| CI Candidatura Independiente                  | 400   | 17,78%      | 2         |
| IU-LV                                         | 275   | 12,22%      | 1         |
| AVSA Alternativa Vecinos Sotillo de la Adrada | 54    | 2,4%        | 0         |